# Elodie Tshilumba
Elodie Tshilumba (1º maggio 1998) è un'altista lussemburghese.

## Carriera
Nata da padre congolese e madre belga, ha iniziato la propria carriera sportiva internazionale vincendo una medaglia d'argento ai Giochi dei piccoli stati d'Europa, tenutisi nel 2013 in Lussemburgo. Detiene attualmente i record nazionali di disciplina.
Ha una sorella maggiore, Tiffany, velocista.

## Palmarès
| Anno | Manifestazione                   | Sede        | Evento        | Risultato | Prestazione | Note |
| ---- | -------------------------------- | ----------- | ------------- | --------- | ----------- | ---- |
| 2013 | Giochi piccoli stati europei     | Lussemburgo | Salto in alto | Argento   | 1,74 m      |      |
| 2014 | Mondiali juniores                | Eugene      | Salto in alto | 25ª (q)   | 1,79 m      |      |
| 2014 | Giochi olimpici giovanili        | Nanchino    | Salto in alto | 5ª        | 1,81 m      |      |
| 2015 | Mondiali allievi                 | Cali        | Salto in alto | 10ª       | 1,75 m      |      |
| 2016 | Campionati piccoli stati europei | Marsa       | Salto in alto | 5ª        | 1,70 m      |      |
| 2017 | Europei juniores                 | Grosseto    | Salto in alto | 12ª       | 1,76 m      |      |
| 2019 | Giochi piccoli stati europei     | Antivari    | Salto in alto | 5ª        | 1,71 m      |      |
| 2019 | Europei under 23                 | Gävle       | Salto in alto | 27ª (q)   | 1,68 m      |      |

## Altre competizioni internazionali
2014
- Argento agli Europei a squadre ( Tbilisi), salto in alto - 1,79 m

2018
- Argento agli Europei a squadre ( Marsa), salto in alto - 1,84 m